# Hinova
Hinova – wieś w Rumunii, w okręgu Mehedinți, w gminie Hinova. W 2011 roku liczyła 1071 mieszkańców.